# Le Revest-les-Eaux
Le Revest-les-Eaux is een gemeente in het Franse departement Var (regio Provence-Alpes-Côte d'Azur) en telt 3664 inwoners (2005). De plaats maakt deel uit van het arrondissement Toulon.

## Geografie
De oppervlakte van Le Revest-les-Eaux bedraagt 24,1 km², de bevolkingsdichtheid is 152,0 inwoners per km².
De onderstaande kaart toont de ligging van Le Revest-les-Eaux met de belangrijkste infrastructuur en aangrenzende gemeenten.

## Demografie
Onderstaande figuur toont het verloop van het inwonertal (bron: INSEE-tellingen).